# St. Rochus (Hohenecken)
Die römisch-katholische Pfarrkirche St. Rochus befindet sich im Kaiserslauterer Stadtteil Hohenecken in Rheinland-Pfalz. Sie steht unter dem Patrozinium des Hl. Rochus von Montpellier. Die dazugehörige Gemeinde ist eine von sechs Kirchengemeinden der Pfarrei Heilig Geist Kaiserslautern im Dekanat Kaiserslautern des Bistums Speyer. Das Gebäude, seine Ausstattung und das Kriegerdenkmal im Kirchgarten sind ein eingetragenes Kulturdenkmal.

## Geschichte

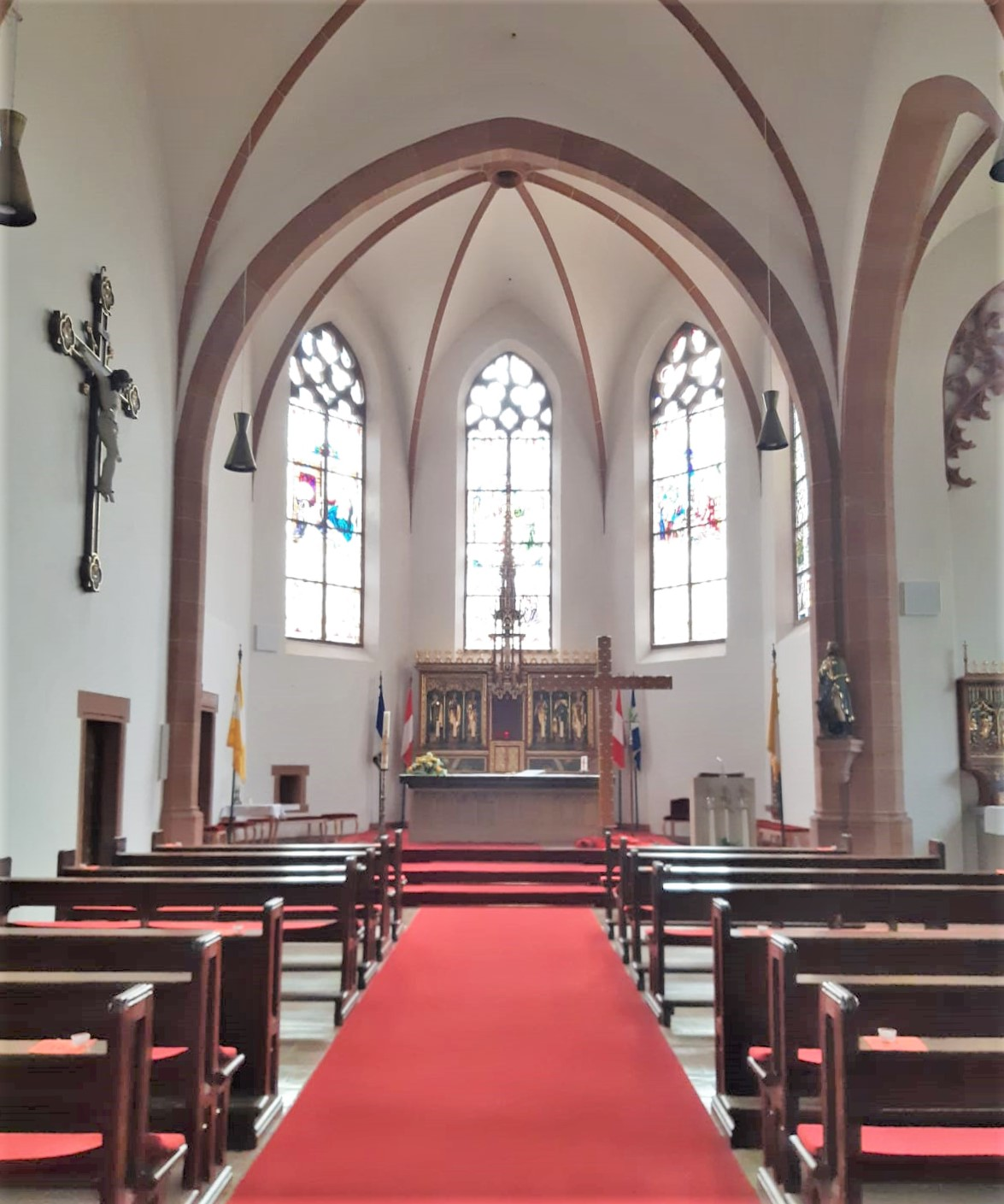
Kirchenschiff und Chor mit Hochaltar

Nachdem die 1748 erbaute Rochuskapelle zu wenig Raum bot, wurde 1896/97 die heutige Pfarrkirche St. Rochus im neugotischen Stil nach den Plänen des Architekten Ludwig Becker aus Köln gebaut. Die Kapelle und die Kirche bilden zusammen mit der Burg Hohenecken den optischen Mittelpunkt von Hohenecken, ein beliebtes Motiv für Maler und Fotografen.
Zur 100-Jahr-Feier der Kirchweihe 1997 wurde eine Festschrift herausgegeben.
Zwischen 2014 und 2017 fand eine umfangreiche Sanierung des Kirchengebäudes statt, deren Kosten sich auf 1,4 Millionen Euro beliefen. Schwerpunkte bildeten Dacheindeckung und Dachbalken, Turmbalken und Helm, Fenster und Schutzverglasung, Mörtelfugen der Sandsteinfassade, Blitzschutz. Zusätzlich konnten das abgegangene Giebelkreuz rekonstruiert und sämtliche Dächer mit den historischen Gauben ausgestattet werden.

## Ausstattung
Die Fenster der Kirche sind mit bunten Glasmalereien ausgestattet. Der geschnitzte Hochaltar und der Marienaltar im Seitenschiff fügen sich harmonisch in die Innenarchitektur des Kirchenraums ein. Den Kreuzweg schuf 1979 ein Bildschnitzer aus Oberammergau. Den Ambo, von der Firma Picard aus Sandstein gehauen, gestaltete der Bildhauer Richard Menges aus Kaiserslautern.
Rochus als Kirchenpatron ist im Kircheninnern gleich viermal gegenwärtig: zweimal in den Glasfenstern, einmal als Schnitzfigur im Hochaltar, ein weiteres Mal als Statue an der rechten Säule des Triumphbogens zwischen Kanzel und Chor. Zur Ausstattung des Gotteshauses gehört des Weiteren eine Anna-Selbdritt-Statuette aus dem 16. Jahrhundert.

## Orgel

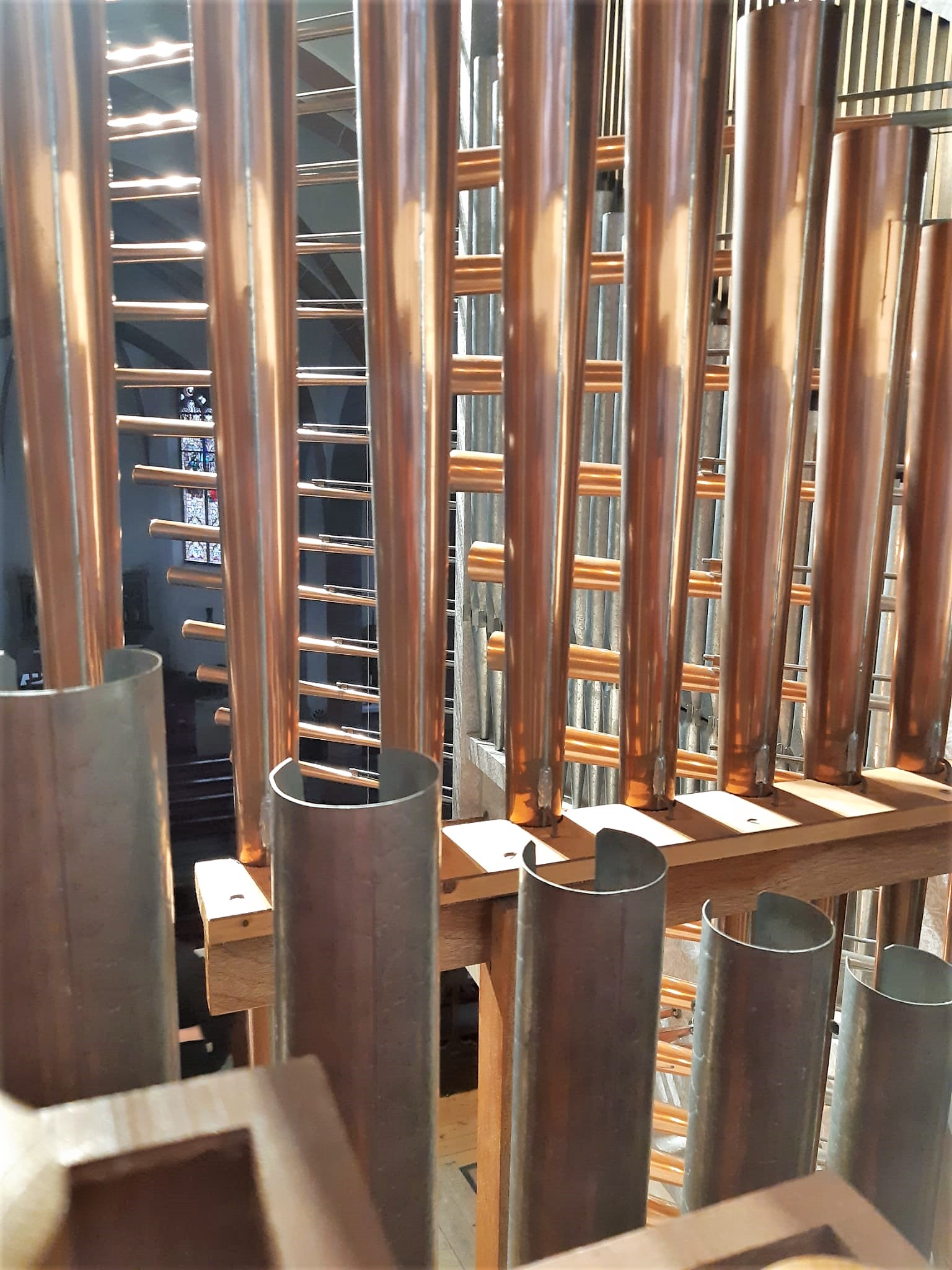
Blick aus dem Hauptwerksgehäuse der Zimnol-Orgel auf die horizontalen Becher der Trompete 8′

Von 1968 bis 2021 beherbergte die Orgelempore von St. Rochus eine 1965 als Interimsinstrument aus Gebrauchtteilen zusammengestellte Orgel von der Firma Freiburger Orgelbau August Späth mit 17 Registern zuzüglich zweier Transmissionen auf zwei Manualen und Pedal. Dieses Instrument verfügte über Taschenladen mit elektropneumatischer Spiel- und Registertraktur und wurde bis auf sein Pfeifenwerk komplett aufgegeben.
Durch die Profanierung und den anschließenden Abriss der römisch-katholischen Pfarrkirche St. Norbert im Grübentäle in Kaiserslautern wurde die dortige Orgel aus dem Jahr 1973 von Paul Zimnol aus Kaiserslautern frei und konnte unter tatkräftigem Engagement eines Orgelbauvereins durch Orgelbau Mayer aus Heusweiler nach St. Rochus transferiert werden. Die Weihe des Instruments fand am 12. Dezember 2021 statt.
Die neue Orgel sticht mit horizontalen sowie diagonalen Zungenbechern und Kupferpfeifen im Prospekt hervor, sie steht auf einer eigenen Stahlkonstruktion. Ihre 16 Register verteilen sich wie bei der alten auf zwei Manuale und Pedal. Die Spieltraktur der Manualwerke ist mechanisch angelegt, diejenige des Pedals sowie die Registertraktur elektrisch. Die Orgel verfügt über Schleifladen. Ihre Disposition lautet wie folgt:
| I Hauptwerk C–g3 |                      |       |
| 1.               | Prinzipal (Prospekt) | 8′    |
| 2.               | Bourdon              | 8′    |
| 3.               | Oktave               | 4′    |
| 4.               | Nachthorn            | 2′    |
| 5.               | Mixtur IV            | 1 ⁄3′ |
| 6.               | Trompete (Prospekt)0 | 8′    |

| II Schwellwerk C–g3 |                 |       |
| 7.                  | Gedackt         | 8′    |
| 8.                  | Rohrflöte       | 4′    |
| 9.                  | Prinzipal       | 2′    |
| 10.                 | Sesquialter II0 | 2 ⁄3′ |
| 11.                 | Zimbel III      | 1′    |
| 12.                 | Rankett         | 8′    |

| Pedal C–f1 |                    |     |
| 13.        | Subbass            | 16′ |
| 14.        | Oktavbass          | 8′  |
| 15.        | Bassflöte          | 4′  |
| 16.        | Fagott (Prospekt)0 | 8′  |

- Koppeln: Normalkoppeln II/I, I/P, II/P
- Spielhilfen: 1 freie Kombination
- Anmerkungen:

1. ↑  Horizontal und diagonal in den Raum ragend, Becher aus Kupfer.
2. ↑  Ursprünglich 16′.
3. ↑  Becher aus Kupfer.